# Rosane Svartman
Rosane Svartman (Memphis, 18 de março de 1969) é uma cineasta, escritora, diretora e produtora cinematográfica norte-americana radicada no Brasil.

## Biografia
Nascida em Memphis, Estados Unidos, veio para o Brasil ainda criança. Começou a carreira dirigindo o curta-metragem Moleque, em 1990. Estudou cinema no Instituto de Arte e Comunicação Social da UFF. Seus trabalhos começaram a ter destaque como autora dos Dicas de um Sedutor e  Guerra e Paz. Em 2012, em parceria com Glória Barreto escreveu a vigésima temporada de Malhação em 2012. Com supervisão de Paulo Halm e Diego Miranda, a trama foi muito bem sucedida. Em 2014, junto com Paulo Halm, Rosane escreveu a  vigésima segunda temporada de Malhação, que estreou em 14 de julho de 2014, após a Copa do Mundo 2014. Com supervisão de Glória Barreto e Diego Miranda, conseguiram novamente produzir um trabalho muito bem sucedido e idolatrado pelo público.
Repetindo a bem sucedida parceria com Paulo, Rosane escreveu a novela das sete Totalmente Demais em 2015. A novela fez tanto sucesso, que após o seu fim no dia 30 de maio de 2016, ganhou um spin-off intitulada Totalmente Sem Noção Demais, que repetiu o mega sucesso da novela, além de ter ganhado o Troféu Imprensa de melhor novela.
Em 2019, Rosane escreveu a novela Bom Sucesso com Paulo Halm, assim repetindo uma parceria. Em Bom Sucesso, Rosane e Paulo abordaram o valor da vida.
Em 2023, Svartman escreveu a sua primeira novela solo Vai na Fé, onde trouxe em foco uma protagonista negra evangélica.
Em 2025, Rosane será a responsável por escrever a próxima novela das sete, Dona de Mim, que girará em torno de Leona, a Léo, uma jovem que vira babá por acaso.

## Televisão

### Como autora
| Ano       | Trabalho                      | Emissora  | Escalação        | Parceiros                                                                |
| --------- | ----------------------------- | --------- | ---------------- | ------------------------------------------------------------------------ |
| 2008      | Dicas de um Sedutor           | TV Globo  | autora principal | Ricardo Perroni José Lavigne                                             |
| 2010      | Guerra e Paz                  | TV Globo  | colaboradora     | Carlos Lombardi                                                          |
| 2012–2013 | Malhação: Intensa como a Vida | TV Globo  | autora principal | Glória Barreto                                                           |
| 2014–2015 | Malhação: Sonhos              | TV Globo  | autora principal | Paulo Halm                                                               |
| 2015–2016 | Totalmente Demais             | TV Globo  | autora principal | Paulo Halm                                                               |
| 2016      | Totalmente Sem Noção Demais   | TV Globo  | autora principal | Paulo Halm                                                               |
| 2019–2020 | Bom Sucesso                   | TV Globo  | autora principal | Paulo Halm                                                               |
| 2023      | Vai na Fé                     | TV Globo  | autora principal |                                                                          |
| 2023      | Vicky e a Musa                | Globoplay | autora principal |                                                                          |
| 2025      | Dona de Mim                   | TV Globo  | autora principal |                                                                          |
| 2025      | Vermelho Sangue               | Globoplay | roteirista       | Cláudia Sardinha Bruno Ribeiro Isabela Aquino João Ademir Kariny Martins |

### Como diretora
| Ano       | Trabalho                        | Emissora     |
| --------- | ------------------------------- | ------------ |
| 1992–2006 | Casseta & Planeta, Urgente!     | Rede Globo   |
| 2000      | Garotas do Programa             | Rede Globo   |
| 2007      | Paidecendo no Paraíso           | GNT          |
| 2008–2009 | Afinando a Língua               | Canal Futura |
| 2023      | Pluft, o Fantasminha            | Rede Globo   |
| 2025      | Câncer com Ascendente em Virgem | Rede Globo   |

## Cinema

### Como autora
| Ano  | Trabalho                          | Notas          |
| ---- | --------------------------------- | -------------- |
| 1994 | Veja Esta Canção                  |                |
| 1996 | Anjos Urbanos                     | Curta-metragem |
| 1997 | Mangueira - Amor à Primeira Vista |                |
| 1998 | Como Ser Solteiro                 |                |
| 2000 | O Cabeça de Copacabana            | Curta-metragem |
| 2005 | Mais Uma Vez Amor                 |                |
| 2006 | Maré Capoeira                     | Curta-metragem |
| 2010 | Desenrola                         |                |

### Como diretora
| Ano  | Trabalho                   | Notas          |
| ---- | -------------------------- | -------------- |
| 1995 | Todos os Corações do Mundo | Documentário   |
| 1996 | Anjos Urbanos              | Curta-metragem |
| 1998 | Como Ser Solteiro          |                |
| 2000 | O Cabeça de Copacabana     | Curta-metragem |
| 2005 | Mais uma Vez Amor          |                |
| 2010 | Desenrola                  |                |
| 2013 | Tainá - A Origem           |                |
| 2022 | Pluft, o Fantasminha       |                |

### Como produtora
| Ano  | Trabalho             |
| ---- | -------------------- |
| 2017 | D. P. A. - O Filme   |
| 2019 | Ela Disse, Ele Disse |